# Athènes, retour sur l'Acropole
Pour plus de détails, voir Fiche technique et Distribution.
Athènes, retour sur l'Acropole (Αθήνα, επιστροφή στην Ακρόπολη, Athina, epistrofi stin Akropoli) est un film grec réalisé par Theo Angelopoulos, sorti en 1983. 
Athènes, retour sur L'acropole est un moyen métrage destiné à faire partie d'une série de documentaires télévisées sur les capitales culturelles européennes. Théo Angelopoulos s'appuie fortement sur les mythes, l'histoire et les souvenirs collectés pour réaliser le portrait de sa ville natale. 

## Fiche technique
- Titre : Athènes, retour sur l'Acropole
- Titre original : Αθήνα, επιστροφή στην Ακρόπολη (Athina, epistrofi stin Akropoli)
- Réalisation : Theo Angelopoulos
- Pays de production : Grèce
- Format : Couleur - Mono - 35 mm
- Genre : Documentaire
- Durée : 43 minutes
- Date de sortie : 1983 au cinéma en Grèce